# Albert Lorey Groll
Albert Lorey Groll (1866–1952) fue un pintor norteamericano de óleos y grabados. Nace en Nueva York y estudia en la Academia de Bellas Artes de Múnich, la Real Academia de Bellas Artes en Amberes, Bélgica, así como en Londres. En 1910 fue elegido para la Academia Nacional de Dibujo de Estados Unidos. Es principalmente conocido por sus pinturas de paisajes del Suroeste de Estados Unidos. 

## Vida y carrera

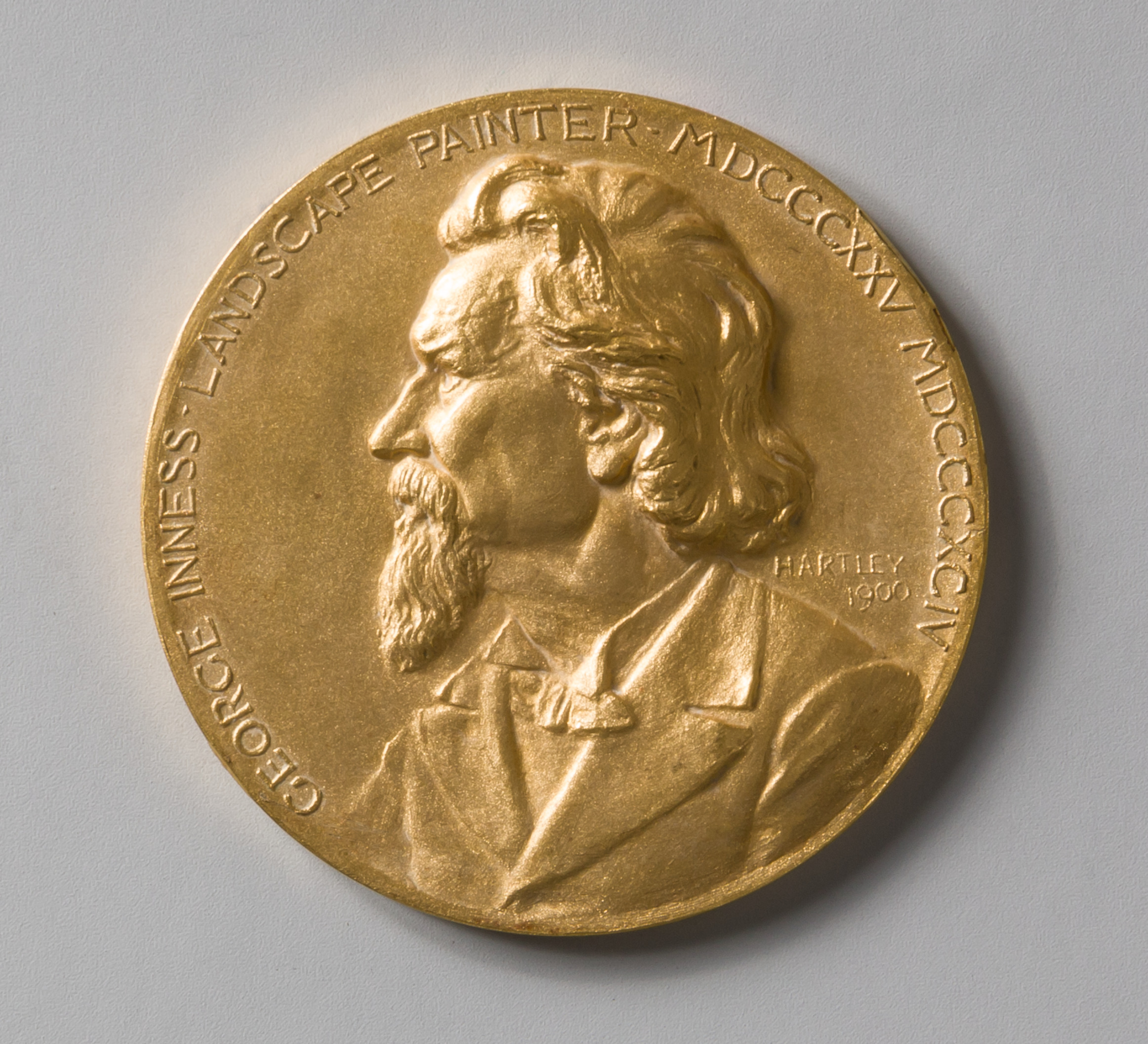
Medalla de oro George Inness

Groll nació en Nueva York en 1866, hijo de un farmacista inmigrante de Darmstadt, Alemania. Durante su juventud viaja a Europa para estudiar en la Academia de Bellas artes en Múnich, llamada entonces de Real Academia de Bellas Artes, bajo Nicholas Gysis y Ludwig von Löfftz. Estudia también en Londres y en la Real Academia de Bellas Artes en Amberes, Bélgica. Groll regresa a Nueva York en 1895 y deja la pintura figurativa para enfocarse en paisajismo, en parte debido al alto costo de contratar modelos. También llega a ser un conocido creador de grabados.
En 1904 Groll va por primera vez al Suroeste de Estados Unidos, viajando a Arizona con el etnógrafo Stewart Culin del Museo Brooklyn, y más tarde a Nuevo México con su amigo el artista e ilustrador William Robinson Leigh. Groll trabajó principalmente en pinturas al óleo de las tierras Americanas Nativas, con obras realistas pero incluyendo también formas abstractas. Durante su visita al Pueblo de Laguna los habitantes se impresionaron por la pinturas de Groll, dándolo el nombre de "Jefe Cabeza Calva Ojo de Aguila".
Groll mantuvo un estudio en los Estudios Gainsborough en Manhattan, y ganó varios premios por su trabajo en Arizona y en Nueva York, como el Premio Shaw del  Salmagundi Club en 1904, y una medalla de oro de la Pennsylvania Academy of the Fine Arts en 1906. También gana una medalla de oro George Inness en 1912 por su pintura del Lago Louise en las rocallosas canadienses. Esta medalla era otorgada en la exposición anual de Academia Nacional de Diseño entre 1901 y 1918 a las mejores pinturas de paisajes.
En 1919 Groll fue elegido como miembro asociado de la Sociedad Taos de Artistas, y en 1933 se convierte en miembro del Instituto Nacional de Artes y Letras. Es también invitado a unirse a la Sociedad Americana de Acuarela.
Muere el 2 de octubre de 1952 a los 85 años de edad, con servicios funerarios llevándose a cabo en la capilla Frank E. Campbell en Manhattan.

### Exposiciones
- Bienal de Venecia, 1909.[13][14]
- Carnegie Internacional, Pittsburgh, 1910.[15]
- Exposición Universal de San Francisco, 1915.[16]

## Estilo y legado
El estilo de Groll está caracterizado por su elevada técnica, ricos colores así como su tratamiento poético del paisaje, recibiendo el apodo de "soñador musical en colores" por la prensa contemporánea. Sus paisajes son mayoritariamente realistas pero también utilizan formas abstractas.
Groll ayudó a popularizar el desierto como un tema artístico para el arte Norteamericano, introduciendo otros artistas de la costa Este de Estados Unidos como William Robinson Leigh al Suroeste. Pinturas de Groll forman parte de las colecciones de museos como el Museo Smithsoniando de Arte americano, el Museo Gilcrease, el Museo de Arte de la Universidad de Arizona, y el Museo de Arte de San Diego, entre otros.

## Galería

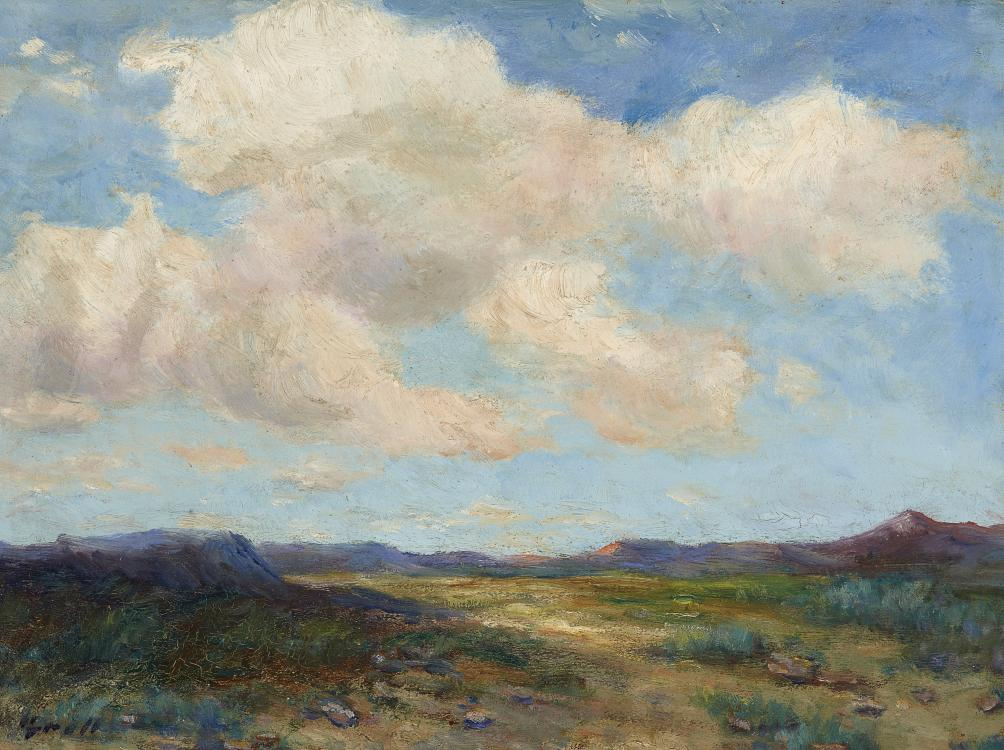
"Acoma Valle", Museo Gilcrease
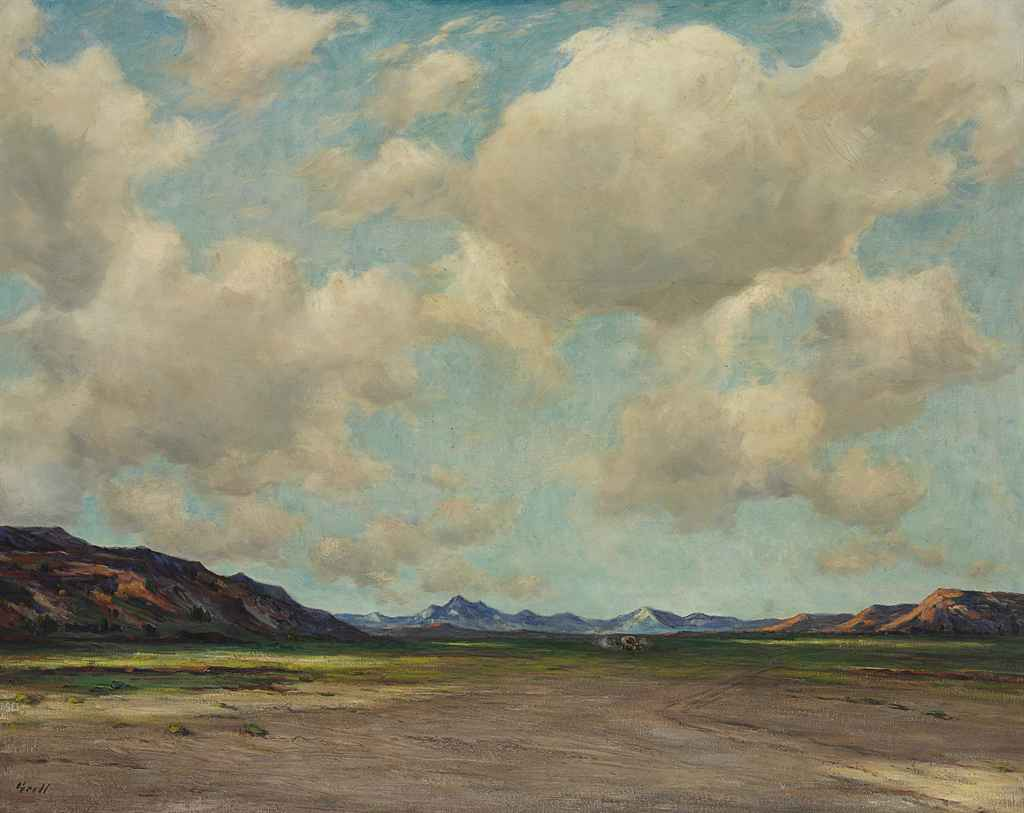
"Sendero Apache, Arizona"
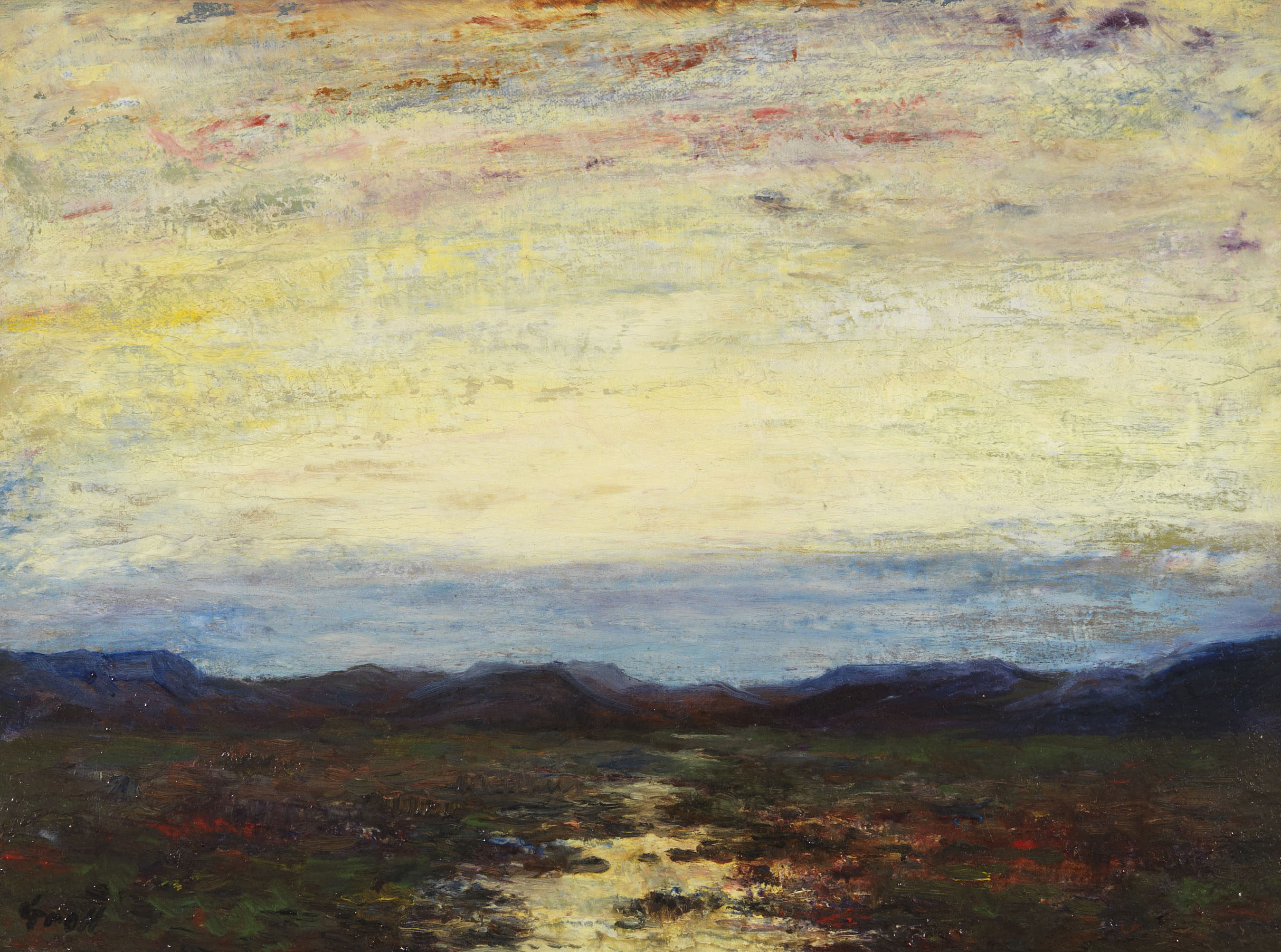
"Ocaso en Nevada"
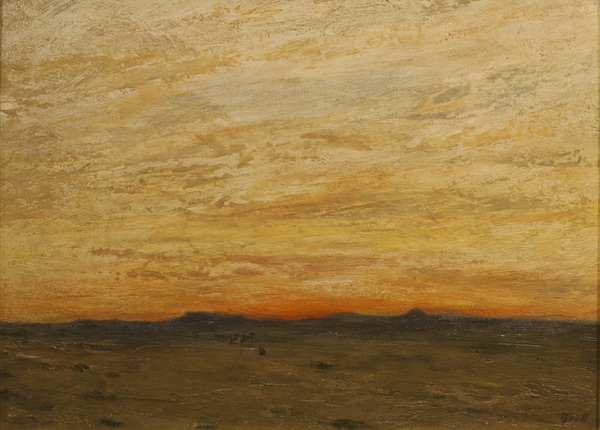
"Desierto de Arizona" (c. 1929),
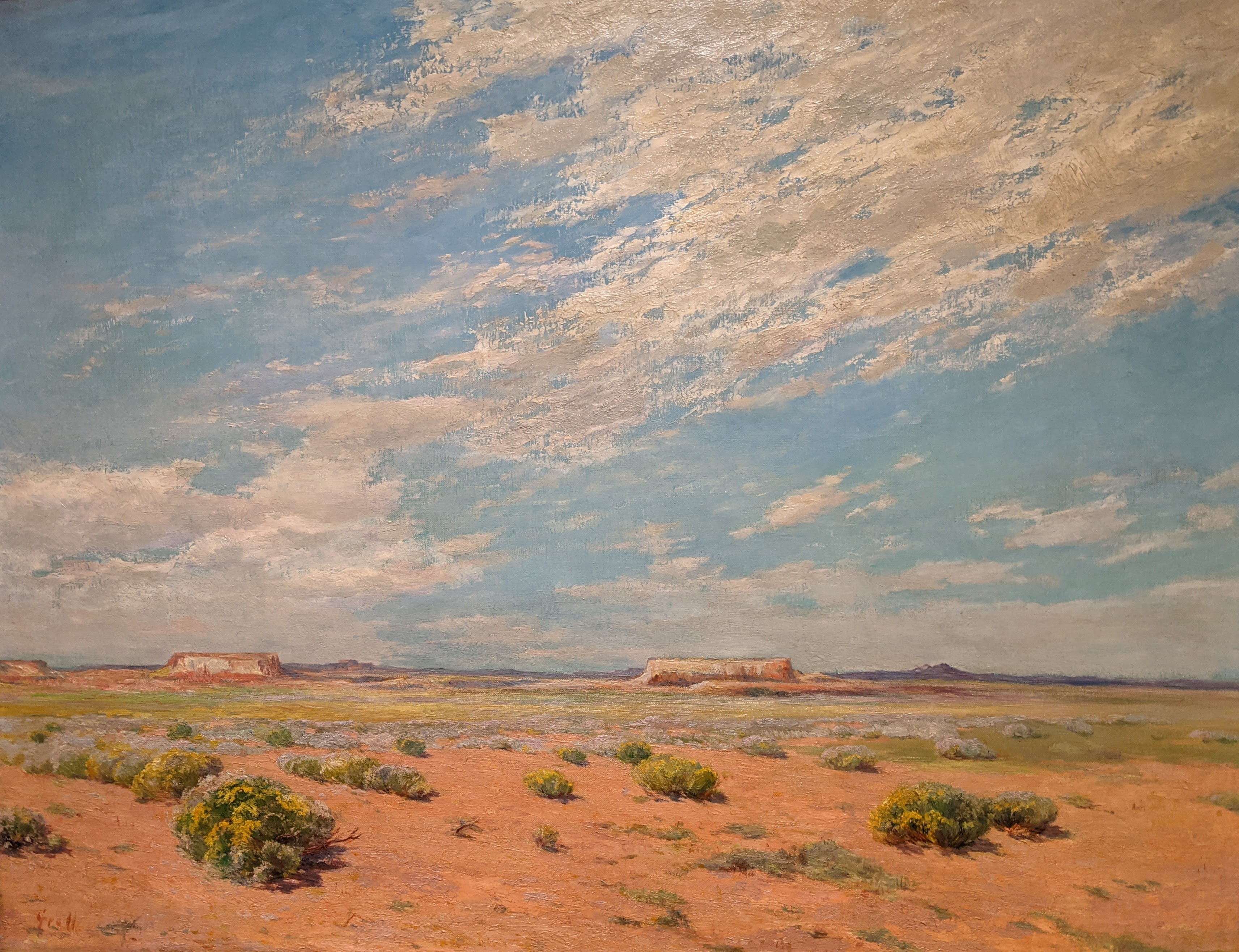
"El Desierto Pintado - Arizona" (1915), Museo de Arte de Phoenix
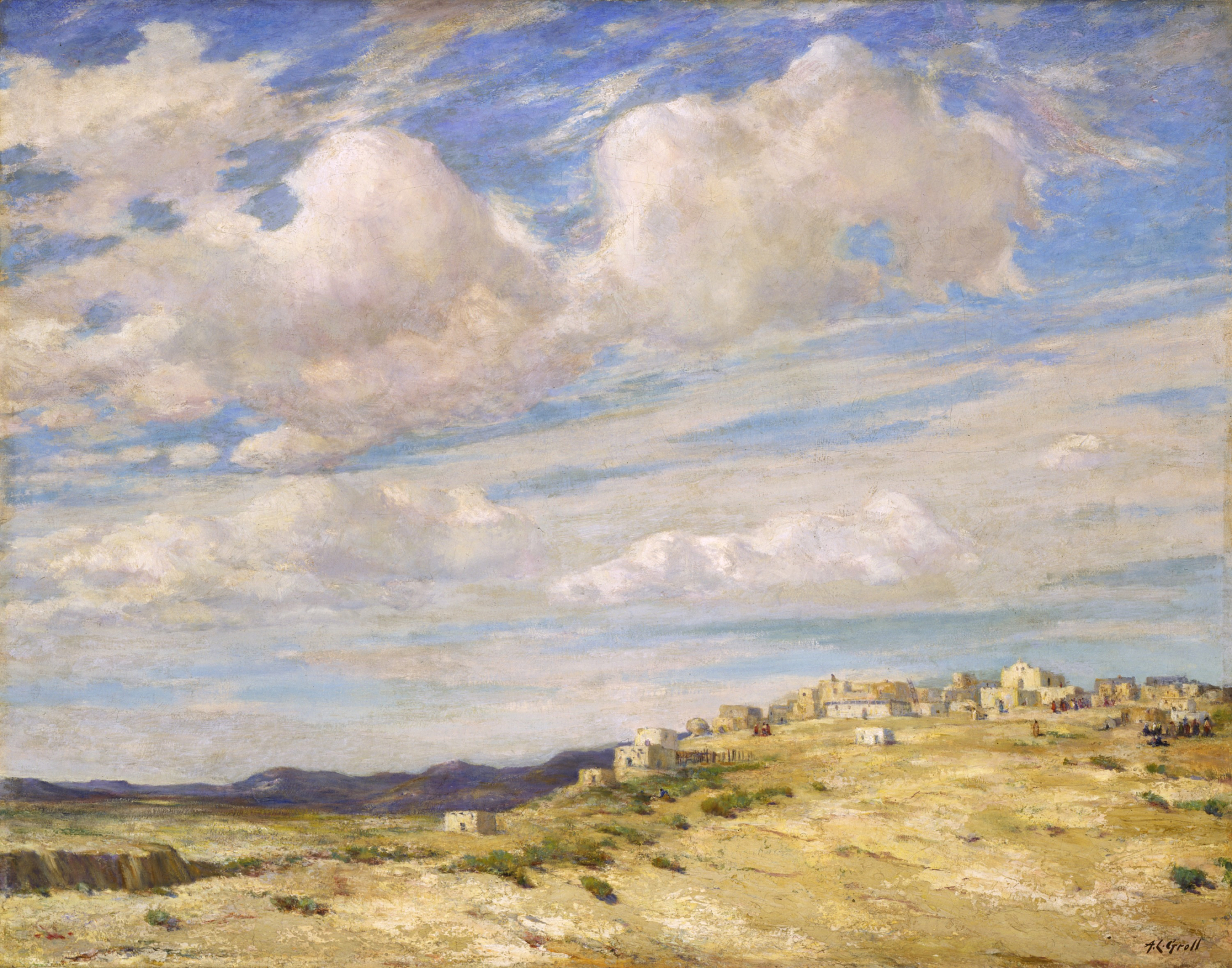
"Laguna, Nuevo México" (c. 1912), Museo Smithsoniano de Arte americano